# Brennan Heart
Brennan Heart, pseudonimo di Fabian Bohn (2 marzo 1982), è un disc jockey olandese.

## Carriera
Inizia a lavorare nel genere Hardstyle nel 2002 come membro del duo Brennan & Heart.
Nel 2012 da solista rilascia il brano Lose my mind, in collaborazione con Wildstylez, che segna l'inizio del suo successo: nel 2011 entra nel Top 100 dei migliori DJ al mondo al 98º posto, mentre nel 2012 è già 49°.
Il 9 agosto 2013 pubblica, in collaborazione con il cantante Jonathan Mendelsohn, Imaginary che lo consacra nel genere hardstyle, portandolo l'anno successivo al 47º posto nella DJ Mag Top 100 DJs. Il 17 ottobre 2015 presenta nella Heineken Music Hall di Amsterdam il suo album I Am Hardstyle, nel quale sono contenuti brani di successo come God Complex in collaborazione con l'italiano Zatox.
Nel 2017 è partito il suo Tour internazionale I Am Hardstyle che ha visto esibirsi artisti come Code Black, Zatox, Wildstylez, e Blademasterz.
| DJ            | 2011 | 2012 | 2013 | 2014 | 2015 | 2016 | 2017 | 2018 | 2019 | 2020 |
| ------------- | ---- | ---- | ---- | ---- | ---- | ---- | ---- | ---- | ---- | ---- |
| Brennan Heart | 98   | 49   | 61   | 47   | 53   | 59   | 59   | 70   | 106  | 78   |